# Чарівненська сільська рада (Великоолександрівський район)
Чарівненська сільська́ ра́да — адміністративно-територіальна одиниця та орган місцевого самоврядування в Великоолександрівському районі Херсонської області. Адміністративний центр — село Чарівне.

## Загальні відомості
- Територія ради: 2,402 км²
- Населення ради: 822 особи (станом на 2001 рік)

## Населені пункти
Сільській раді підпорядковані населені пункти:
- с. Чарівне
- с. Дмитренка
- с. Костомарове
- с. Красносільське

## Склад ради
Рада складається з 13 депутатів та голови.
- Голова ради:

### Керівний склад попередніх скликань
| Прізвище, ім'я, по батькові | Основні відомості                                            | Дата обрання | Дата звільнення |
| --------------------------- | ------------------------------------------------------------ | ------------ | --------------- |
| Никоненко Віктор Григорович | Сільський голова, 1964 року народження, член Народної партії | 26.03.2006   | 31.10.2010      |

Примітка: таблиця складена за даними сайту Верховної Ради України

### Депутати
За результатами місцевих виборів 2010 року депутатами ради стали:

#### За суб'єктами висування
| Суб'єкт висування                                       | Кількість обраних депутатів | %    |
| ------------------------------------------------------- | --------------------------- | ---- |
| Політична партія Всеукраїнське об'єднання «Батьківщина» | 7                           | 53,8 |
| Партія регіонів                                         | 6                           | 46,2 |

#### За округами
| № округу                                                | Прізвище, ім'я, по батькові    | Дата визнання обраним | Освіта             | Партійна приналежність                        | Відомості про обраного депутата             |
| ------------------------------------------------------- | ------------------------------ | --------------------- | ------------------ | --------------------------------------------- | ------------------------------------------- |
| Партія регіонів                                         |                                |                       |                    |                                               |                                             |
| 3                                                       | Грицаєнко Геннадій Миколайович | 03.11.2010            | вища               | член Партії регіонів                          | ТОВ" ЮТС-агропродукт, агроном               |
| 6                                                       | Довженко Надія Іванівна        | 03.11.2010            | середня спеціальна | член Партії регіонів                          | Чарівненська сільська рада, бухгалтер       |
| 9                                                       | Лугіна Сергій Григорович       | 03.11.2010            | середня            | член Партії регіонів                          | ТОВ «Березнігуватська с/г пром.», керуючий  |
| 10                                                      | Маловічко Алла Іванівна        | 03.11.2010            | середня спеціальна | член Партії регіонів                          | Чарівненська сільська рада, секретар        |
| 11                                                      | Іллічова Надія Василівна       | 03.11.2010            | середня            | член Партії регіонів                          | КП «Джерело», водокат                       |
| 12                                                      | Кацюк Валентина Анатоліївна    | 03.11.2010            | середня спеціальна | член Партії регіонів                          | тимчасово не працює                         |
| Політична партія Всеукраїнське об'єднання «Батьківщина» |                                |                       |                    |                                               |                                             |
| 1                                                       | Кривошей Валентин Леонтійович  | 03.11.2010            | середня спеціальна | член Всеукраїнського об'єднання «Батьківщина» | тимчасово не працює                         |
| 2                                                       | Гончарова Людмила Іванівна     | 03.11.2010            | середня спеціальна | член Всеукраїнського об'єднання «Батьківщина» | тимчасово не працює                         |
| 4                                                       | Грицків Андрій Михайлович      | 03.11.2010            | вища               | член Всеукраїнського об'єднання «Батьківщина» | ПП Грицків, комірник                        |
| 5                                                       | Михайлова Тетяна Михайлівна    | 03.11.2010            | середня спеціальна | член Всеукраїнського об'єднання «Батьківщина» | фермерське господарство «Дніпро», продавець |
| 7                                                       | Ференц Іван Іванович           | 03.11.2010            | середня спеціальна | член Всеукраїнського об'єднання «Батьківщина» | тимчасово не працює                         |
| 8                                                       | Чумак Євгеній Васильович       | 03.11.2010            | середня спеціальна | позапартійний                                 | пенсіонер                                   |
| 13                                                      | Брижата Лідія Володимирівна    | 03.11.2010            | середня спеціальна | член Всеукраїнського об'єднання «Батьківщина» | тимчасово не працює                         |